# عصب آرواره‌ای پایینی
عصب آرواره‌ای پایینی یا عصب ماندیبولار (V3) (به انگلیسی: Mandibular nerve)، بزرگ ترین شاخه از عصب سه قلو، (عصب جمجمه ای پنجم) است. این عصب در شاخه ی قدامی به ماهیچه هایی چون ماهیچه گیجگاهی، ماهیچه کشنده پرده گوش و ماهیچه بالی جانبی و در شاخه ی خلفی خود به بخش هایی از غشاء مخاطی، دندان ها، لب پایین، چانه، دو سوم جلویی زبان، ماهیچه دوشکمچه‌ای، پوست سر و لاله گوش عصب رسانی حسی و حرکتی دارد.

## تصاویر

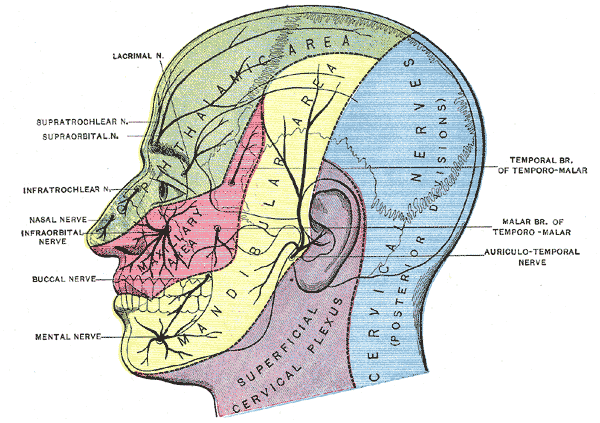
توزیع پوستی عصب سه قلو
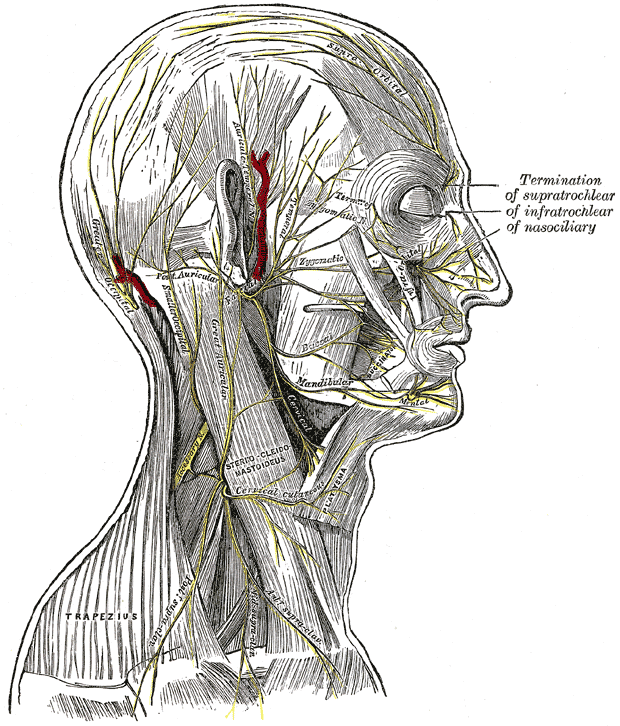
اعصاب پوست سر ، صورت و کنار گردن.
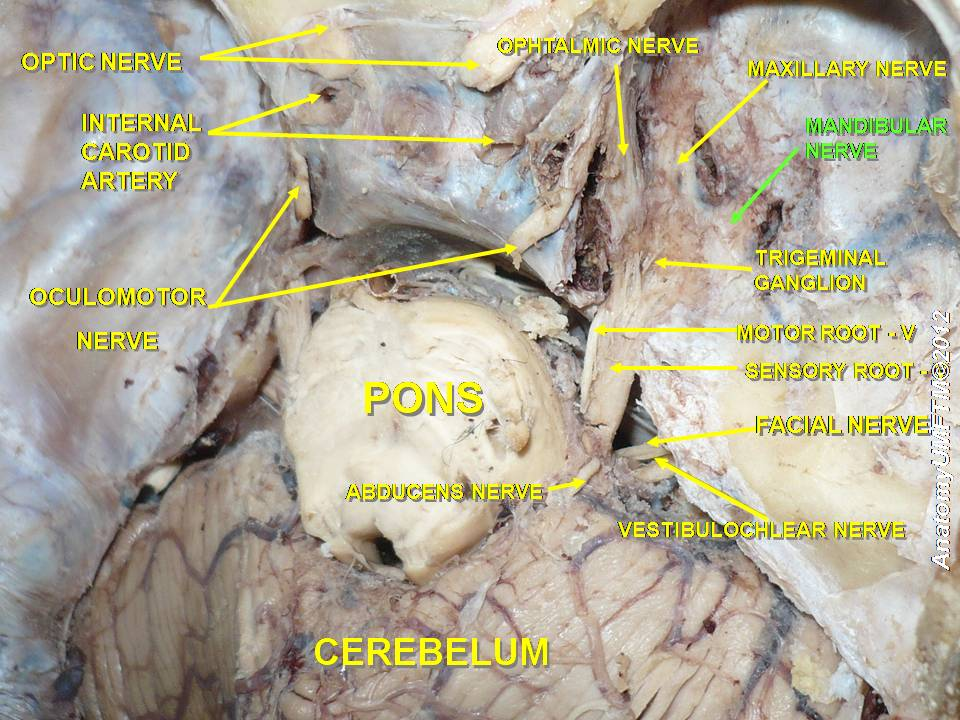
عصب آرواره‌ای پایینی
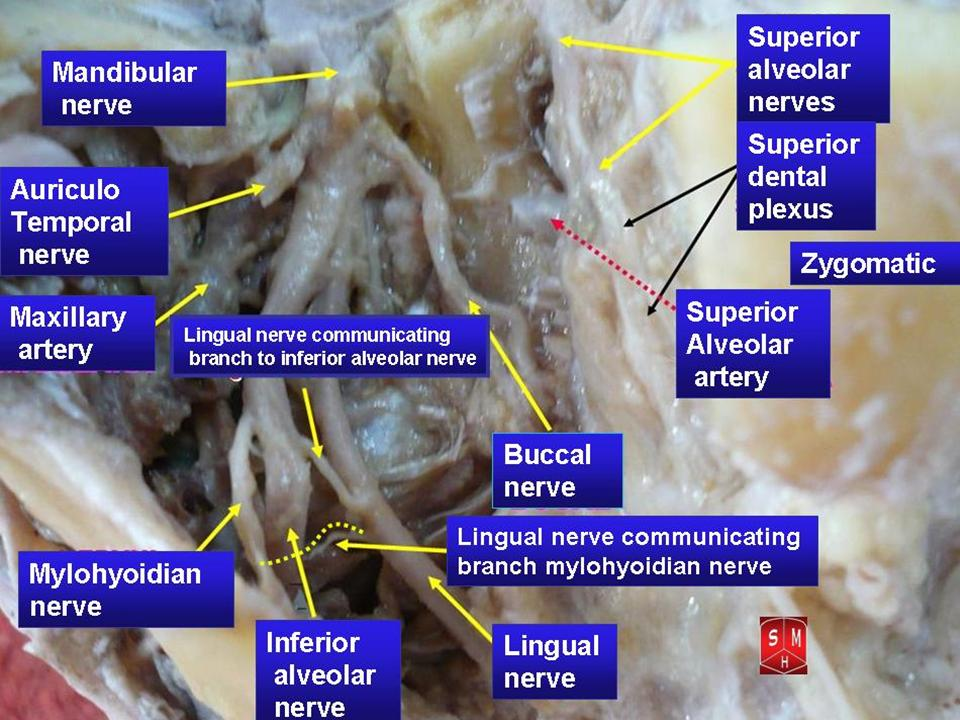
عصب آرواره‌ای پایینی